# 出口直日

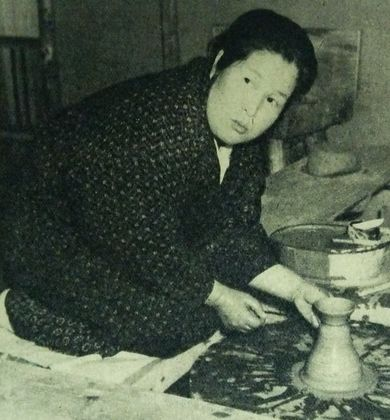
1952年（教主就任の頃）

出口 直日（でぐち なおひ、1902年〈明治35年〉3月7日 - 1990年〈平成2年〉9月23日）は、宗教法人大本の三代教主。四代教主・出口聖子は出口直日の三女。

## 概要

### 生涯
明治35年（1902年）、京都府綾部で、出口王仁三郎と二代教主出口すみ（澄）の長女として生まれる。昭和3年（1928年）高見元男（三代教主補出口日出麿、1897年 - 1991年）と結婚する。
昭和27年（1952年）の教主就任後は独善的・観念的におちいりやすい信仰生活者をいましめ、「脚下照顧」を旨とした教風をうちたてる。
幼少より日本伝統文化に精進した。書道・茶道・能楽・短歌・八雲琴・陶芸など、たゆみない習練を続けて来た体験から、日本の伝統文化の世界的地位を説き、日本民族としての誇りと自覚を高め、高い教養を身につけ、生涯精進をおこたらなかった。
信徒はもとより文化人を招き清談を交わすなど、“花鳥風月”を友とし身をもって日本の心を説いた。
著書は『私の手帖』『聴雪記』『寸葉集』など。信仰のあるべき姿や文明批評、自然や歴史についてなど、豊かな感性と豊潤な筆による随想を数多く著した。歌集も多い。
平成2年（1990年）9月23日、88歳で逝去。

### 大本事件への対応
父・出口王仁三郎、母・出口すみ（澄）二代教主、夫・出口日出麿、その他教団幹部投獄の間、幼い子をかかえ、自ら農業にいそしみ、社会の悪罵と冷笑に耐えつつ、事件解決のため奔走した。
弁護士交渉、弁護費用の調達、信徒の指導など、獄外にあるものの重荷を一身に背負い、難局を突破した。

### 反教団事件
出口直日が教主のころは、第二次大本事件で徹底的な弾圧を受けた大本が復興すると同時に、分派が起きた時代でもある。
直日の長女・出口直美の夫・出口栄二（大本総長・当時。旧姓、家口。有栖川宮熾仁親王の公認の落胤を母に持つ）は左翼思想に傾倒し、社会主義こそ「みろくの世（理想世界）」と、大本の本来の教えから大きく外れた思想を持つとともに、政治的色彩の強い活動を行い始めた。
それに対し、直日は「大本の平和運動は、右によらず左によらず、右をも左をも平和の大道に活かしうるものでなければなりません。大本には大本としての平和運動があるはずです」と諭すなど、特定の思想に偏らないよう再三の指導を行った。
しかし、出口栄二は忠告を無視して、その指導に抵抗し、求められる誠実に反する。直日は最後の最後まで忍耐をもって正しい信仰のあり方を教え諭したが、出口栄二は聞き入れず、教主の神性を、根本的に否定して大本の神業を甚しく阻害。ついには大本教団を告訴するに至った。
大本信徒、また社会へ与える混乱をこれ以上看過することは出来ず、直日は、それに同調した長女・直美の教主継承を取り消し、三女・聖子を大本四代教主とした。
1990年、直美・栄二夫妻は大本を離脱して反教団団体「大本信徒連合会」を結成した。同時期に出口和明（母は王仁三郎三女）を中心とする派閥が大本から独立して「愛善苑」を結成した。

### 長生殿の建設
綾部にある本宮山はご神体であり、出口王仁三郎は神仕組みの重要な社として戦前において神殿の建設を進めていた。しかし、大正10年（1921年）7月に本宮山神殿が完成するも同年、第一次大本事件で破却された。昭和10年（1935年）には長生殿斧始祭を行うが同年、第二次大本事件で土台がダイナマイトにより破壊された。それらを目の当たりにしていた出口直日は、長生殿の建設を心に秘めていた。
戦後、教団の再建が進む中、本宮山の麓の地を綾部市の厚意により譲受け、昭和61年（1986年）2月3日に長生殿の木遣りの儀を挙行、平成元年（1989年）5月5日には上棟祭までこぎつけたが、直日は長生殿の完成を見ることなく平成2年（1990年）9月に逝去した。完成後の平成4年（1992年）5月4日、四代教主・出口聖子により遷座祭が行われた。本宮山は禁足地となった。

### コノハナザクラの発見
出口直日は昭和28年（1953年）春頃に亀岡市天恩郷内で珍しい桜を発見したところ、小泉源一博士によって新種であることが確認され「コノハナザクラ」と命名された。コノハナザクラは、ヤマザクラの一種である。

## 著書
- 志ら梅 （中村洋紙店 1922年）
- ちり塚 （直日先生歌集刊行会 1953年）
- 雲珠桜 （直日先生歌集刊行会 1954年）
- 私の手帖 第1-3集 （天声社（花明山新書） 1961年-1964年）
- 聴雪記 （天声社 1963年）
- 西王母 歌集 （直日先生歌集刊行会 1964年）
- こころの帖 （講談社 1968年）
- ちりづか 歌集 （五月書房（名作シリーズ） 1980年12月）
- 三代総裁お言葉集 （天声社 1987年）
- 近詠集 御成婚60周年慶祝記念出版 （天声社 1988年8月）
- こころの帖（文庫版 天声社 2002年）
- 教主御教示集—出口直日三代教主— （天声社 2008年5月）
- 寸葉集 巻1-2 （天声社 2010年）

## 伝記
- 大本本部編『天地和合　大本三代教主出口直日の生涯』天声社、2015年11月。ISBN 978-4-8875-6085-7。